# Sphyrarhynchus
Sphyrarhynchus é um género botânico pertencente à família das orquídeas (Orchidaceae).